# Nagy ugróegér
A nagy ugróegér (Jaculus orientalis) az emlősök (Mammalia) osztályának rágcsálók (Rodentia) rendjébe, ezen belül az ugróegérfélék (Dipodidae) családjába tartozó faj.

## Előfordulása
Észak-Afrikában (Marokkó, Algéria, Tunézia, Líbia, Egyiptom), a Sínai-félszigeten és Izraelben a Júdeai- és Negev-sivatagban él. Korábban Szaúd-Arábiában is előfordult. Különösen Egyiptomban gyakori.

## Megjelenése
A nagy ugróegér testhossza 7–15 cm, farka 13–25 cm, átlagos testsúlya 140 g. Hátsó lábai extrém hosszúk, míg a mellsők egészen kicsinyek és a rajtuk lévő jól fejlett karmokkal keresgél élelem után a homokban. Szőrzete a hátán és oldalain fakó sárgásbarna, homokszínű; hasa fehér. Hosszú farkát igen rövid szőr borítja, de a végén szőrbojtot hord, melynek testhez közelebbi fele fekete, a legvége pedig fehér. Szemei és fülei nagyok. Szemkörnyéki érzékszőrei feketék, míg bajuszszőrei szürkésfehérek. A hímek valamivel nagyobbak a nőstényeknél.  Hátsó lábain ugrálva közlekedik. Lábai anatómiája rugószerű, az inak és izmok részben tárolni képesek az előző ugrás energiáját, így kis energiabefektetéssel igen gyorsan képes haladni.

## Életmódja

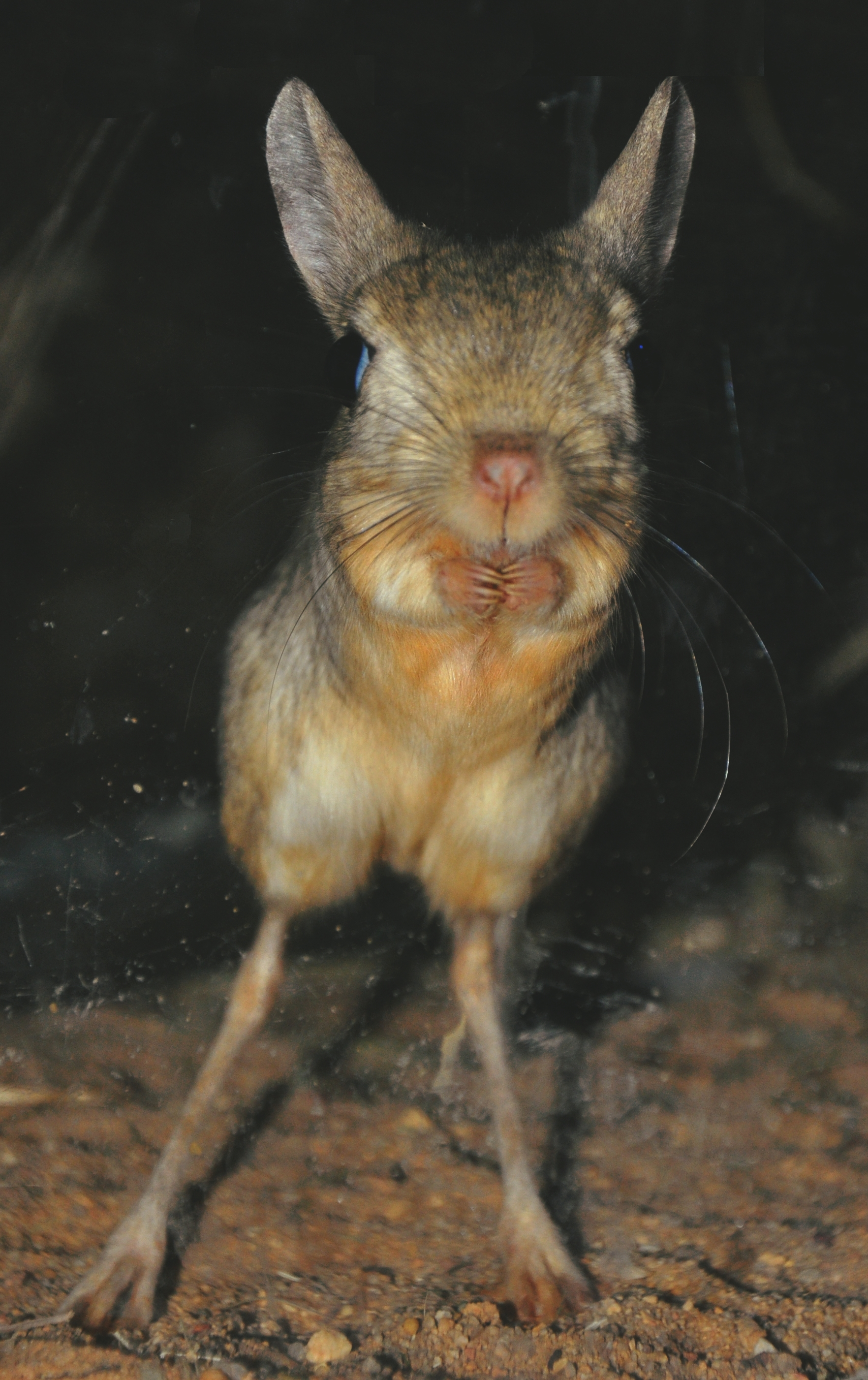

Sivatagokban, félsivatagokban, tengerparti dűnéken, mocsarakban, réteken és mezőgazdasági művelés alatt álló területeken egyaránt előfordul. Izraelben 600 méteres magasságig, Afrikában még efölött is előfordul. Jól bírja az időjárási szélsőségeket, életterében nem ritka, hogy nyáron nappal a hőmérséklet meghaladja a 45 °C-t, télen pedig fagyhat is.
Éjszakai életmódot él, egyedül vagy kis csoportokban keresgél különböző vadon növő és termesztett növények magvai, gyökerei, levelei, hajtásai után. Vízigényét képes csak táplálékából fedezni. A nappali forróságot földbe ásott lyukakban vészeli át. A hideg és táplálékban szűkös téli hónapokban téli álmot alszik. Ilyenkor 37 °C-os testhőmérséklete 9,8 °C-ra csökken, szíve a normális percenkénti 300 helyett csak 9-szer ver. Legalább négyféle föld alatti járatot ás, attól függően, hogy mire használja. A kis, tíz cm mély lyukakba csak a ragadozók elől menekül be, míg a téli hibernációja számára akár 220 cm-es járatot is váj. A nagyobb járatoknak van egy teveszőrrel vagy száraz növényekkel kibélelt lakókamrája és menekülőútvonala is.
A nagy ugróegerekre a sivatagi róka, homoki róka, baglyok és különböző kígyók vadásznak.
Évente egyszer szaporodik. A párzási idő a téli álom végeztével, februárban kezdődik és júliusig éri el csúcspontját. A többi rágcsálókhoz képest a vemhesség hosszú (hat hét). A nőstény 2-8 (átlagosan 3) utódot hoz világra. A kis ugróegerek születéskor csupaszok, szemeik és füleik zártak, farkuk rövid. Négyhetes korukig csak mellső lábukkal kapaszkodva, vonszolva magukat tudnak mozogni, majd négy lábon járnak és kb. héthetesen kezdenek el hátsó lábaikon ugrándozni. Fogságban hat évig élnek.

## Természetvédelmi helyzete

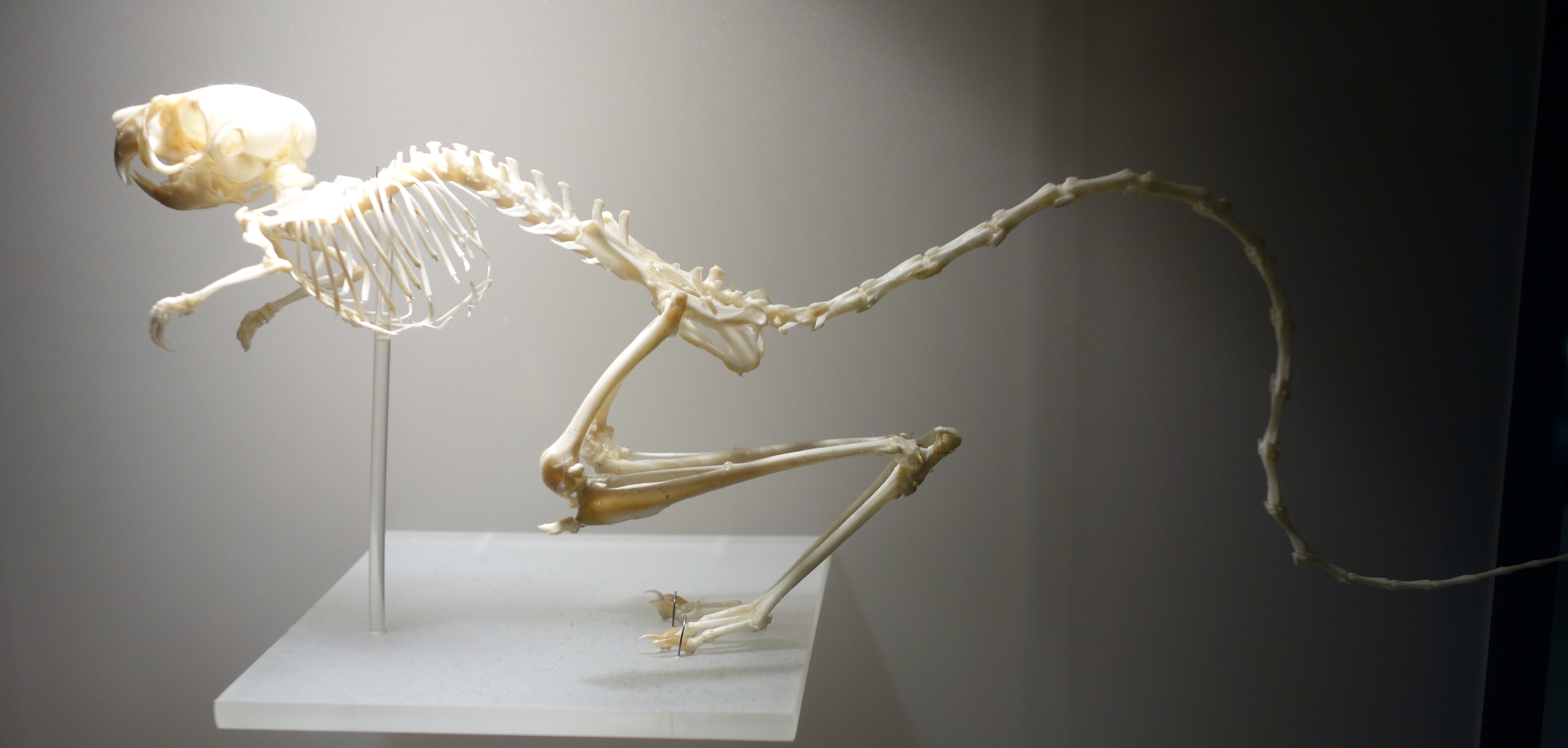
A nagy ugróegér csontváza

Nagy területen elterjedt, gyakori állat. A Természetvédelmi Világszövetség Vörös listáján nem fenyegetett státusszal szerepel. Mezőgazdasági kártételei miatt vadászhatnak rá. A beduinok a húsát is megeszik néha, de a Maghreb-országokban nem fogyasztják.